# Emerike aneb Pokárání
Emerika aneb Pokárání (v německém originále Emerike oder Die Zurechtweisung, též psáno Emerika) je komická opera (singspiel) o dvou dějstvích českého skladatele Vojtěcha Jírovce na libreto Josepha Sonnleithnera, které vzniklo na základě nejmenovaného francouzského vaudevillu. Premiéru opery uvedlo 11. prosince 1807 vídeňské Divadlo u Korutanské brány (Theater am Kärntnertor).

## Vznik, charakteristika a historie
Emerike z roku 1807 je již pátou operou, kterou Vojtěch Jírovec napsal pro vídeňské dvorní divadlo od roku 1804, kdy se stal jeho druhým kapelníkem. Podobně jako například Oční lékař je dílem středního rozsahu – ani celovečerní opera jako např. Agnes Sorel (1806), ani prostá aktovka jako např. Mládenecké hospodářství (1807). Text k ní napsal Joseph Ferdinand Sonnleithner (1766–1835), který byl v letech 1804–1814 tajemníkem dvorního divadla a napsal řadu libret, včetně Jírovcovy Agnes Sorel nebo Beethovenova Fidelia. Podobně jako u těchto libret převzal Sonnleithner námět z francouzského originálu, tentokrát neidentifikovaného francouzského vaudevillu. V díle převažuje mluvené slovo, přesto Jírovec napsal poměrně objemnou partituru, zejména dvě rozsáhlá finále na koncích obou dějství.

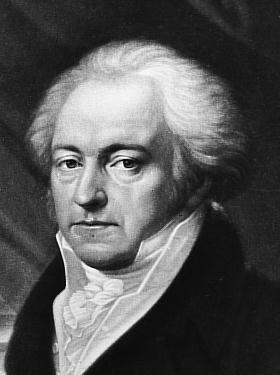
Libretista Joseph Sonnleithner

Libreto Emerike nebylo tiskem přijato příznivě: podle časopisu Zeitung für Theater, Musik und Poesie „vykazuje velmi opotřebované a nudné scény, zápletka je postavena příliš volně a postavy zanedbané. Emerike nemá žádný postoj, žádnou určitost a její milenec nemá žádnou přitažlivou stránku.“ Zato prý „[h]udba pana Jírovce se líbila. Lepší část obecenstva, která svůj názor na umění vytříbí do určitého stupně, vyžaduje v písních správnou deklamaci. Bez ní zůstává zpěvní rytmus vždy nedokončený a i v nejkrásnější árii tím trpí pravdivost, pokud přízvuky dopadají nesprávně. Pan kapelník Jírovec je jedním z těch skladatelů, kteří díky správnému cítění a současně studiu jazyka tvoří něco dobrého. Tato opera je toho krásným důkazem. I předehra vrší dobře uspořádané myšlenky, což přesvědčilo její přátele, aby ji vyzdvihli.“ I odborný časopis Allgemeine musikalische Zeitung mínil, že „Jírovcova hudba má mnoho zásluh; je skrznaskrz melodická, zpěvu přiměřená a hezky instrumentovaná“, avšak prorokoval, že „přesto se tato opereta líbit nebude – přinejmenším první představení neměla nejpříznivější osud.“
Nakonec se Emerike ve vídeňském dvorním divadle, a to střídavě na jevišti Divadla u Korutanské brány a Hradního divadla (Burgtheater), hrála 21krát, což byl relativní úspěch, i když ostatní Jírovcova opery z této doby (s výjimkou prvního Selica) se mohly pochlubit mnohem větším počtem repríz. Naposledy se zde Emerike hrála 24. března 1811. Mimo Vídeň uvedlo Emeriku jako první Městské divadlo v Brně; premiéra se konala 30. dubna 1808. Uvedlo ji rovněž německé divadlo v Budíně/Pešti – poprvé 27. srpna 1810, avšak jen s jednou reprízou. S odstupem dekády od prvního uvedení ji uvedlo rovněž městské divadlo ve Štýrském Hradci (premiéra 25. dubna 1818). Měla příznivý ohlas: podle Wiener allgemeine Theaterzeitung byla štýrskohradecká Jírovcova Emerika „milá a oslovující jako všechny skladby tohoto mistra“ a místní deník Grätzer Zeitung o ní psal:  „Tato opera je bohatá na půvaby jírovcovské hudby. Přívětivá sestra Agnes Sorel.“

## Osoby a první obsazení

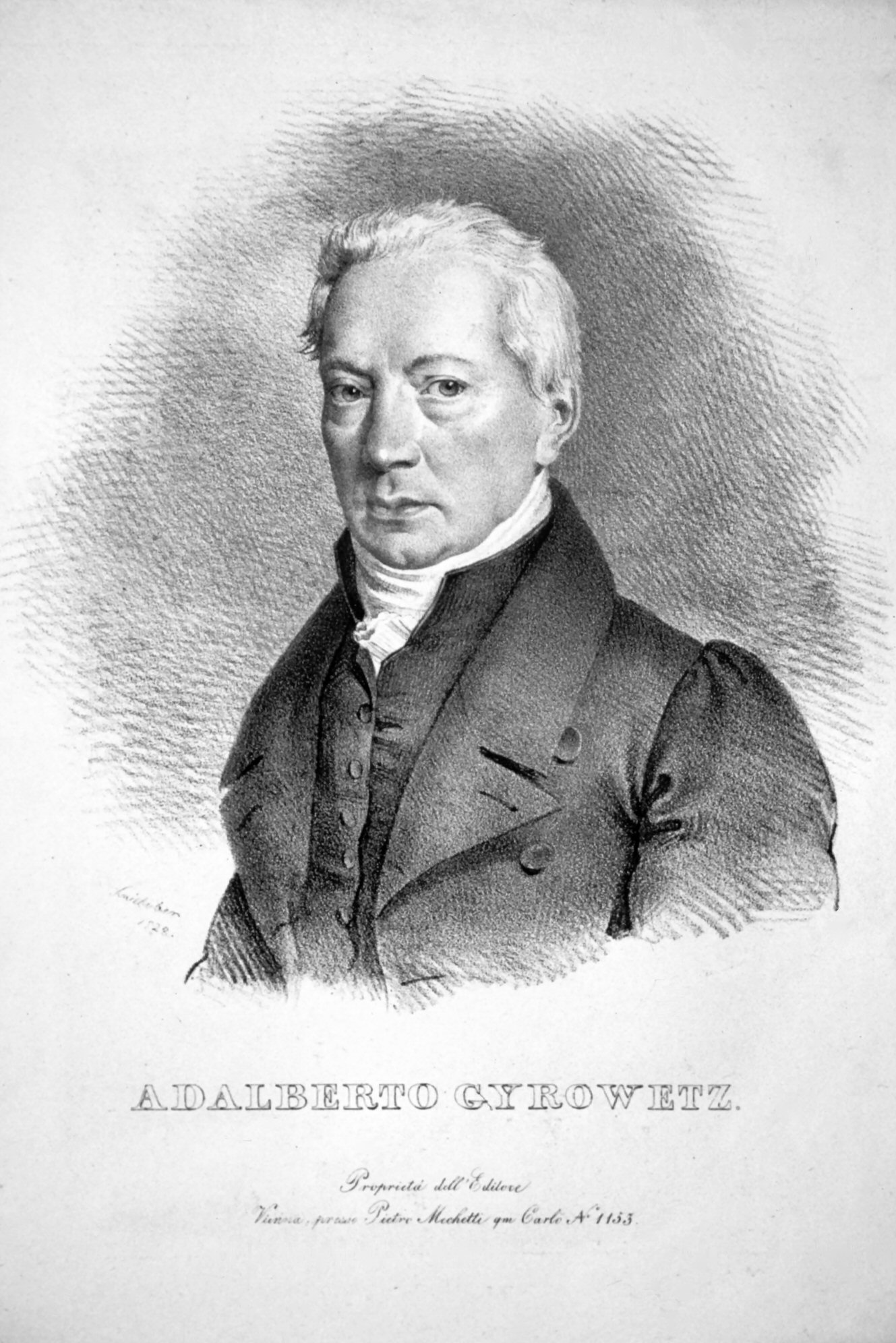
Vojtěch Jírovec, litografie Josefa Kriehubera z roku 1828

| osoba                     | hlasový obor | premiéra (11. prosince 1807)                |
| ------------------------- | ------------ | ------------------------------------------- |
| Major Olbers              | baryton      | Johann Michael Vogl                         |
| Emerike, jeho neteř       | soprán       | Antonia Juliana Laucher (pozd. von Nespern) |
| Fritz von Busch           | tenor        | Wilhelm Ehlers                              |
| Heinrich, jeho sluha      | tenor        | Carl Ignaz Anton Demmer                     |
| Lisette, Emeričina služka | soprán       | Louise Jonas (provd. Ehlers)                |
| Bruno, majorův sluha      | baryton      | Friedrich Baumann                           |
| Dirigent: Vojtěch Jírovec |              |                                             |

## Děj opery
Odehrává se ve velkém německém městě.

### 1. dějství
(Síň v majorově domě) V domě svého strýce, majora Olberse, bydlí nedávno osiřelá Emerike. Ta se se služebnou Lisettou věnuje domácím pracím a stěžuje si na mužskou proradnost, ale Lisette míní, že to není tak špatné (duet Stunden dehnen). Přichází strýc, zdraví Emeriku a podivuje se tomu, že je po včerejší zábavě tak rozmrzelá. Dívka si i jemu stěžuje na mužskou přelétavost a strýc ji upokojuje (duet Gleich die Schmetterlingen). Z dalšího rozhovoru se dozvídáme, že včera byla pod strýcovým dohledem na maškarním bálu. V té době dorazil do města Fritz von Busch, jejími rodiči vyhlídnutý ženich, po několika letech pobytu v Paříži. Místo za ní směřoval hned do divadla a na ples, kde obletoval krásné masky. Emerike ve škrabošce se k němu přitočila, aby ho zkoušela, a Fritz si hned začal s „hraběnkou Albertiovou“ smlouvat milostnou schůzku…

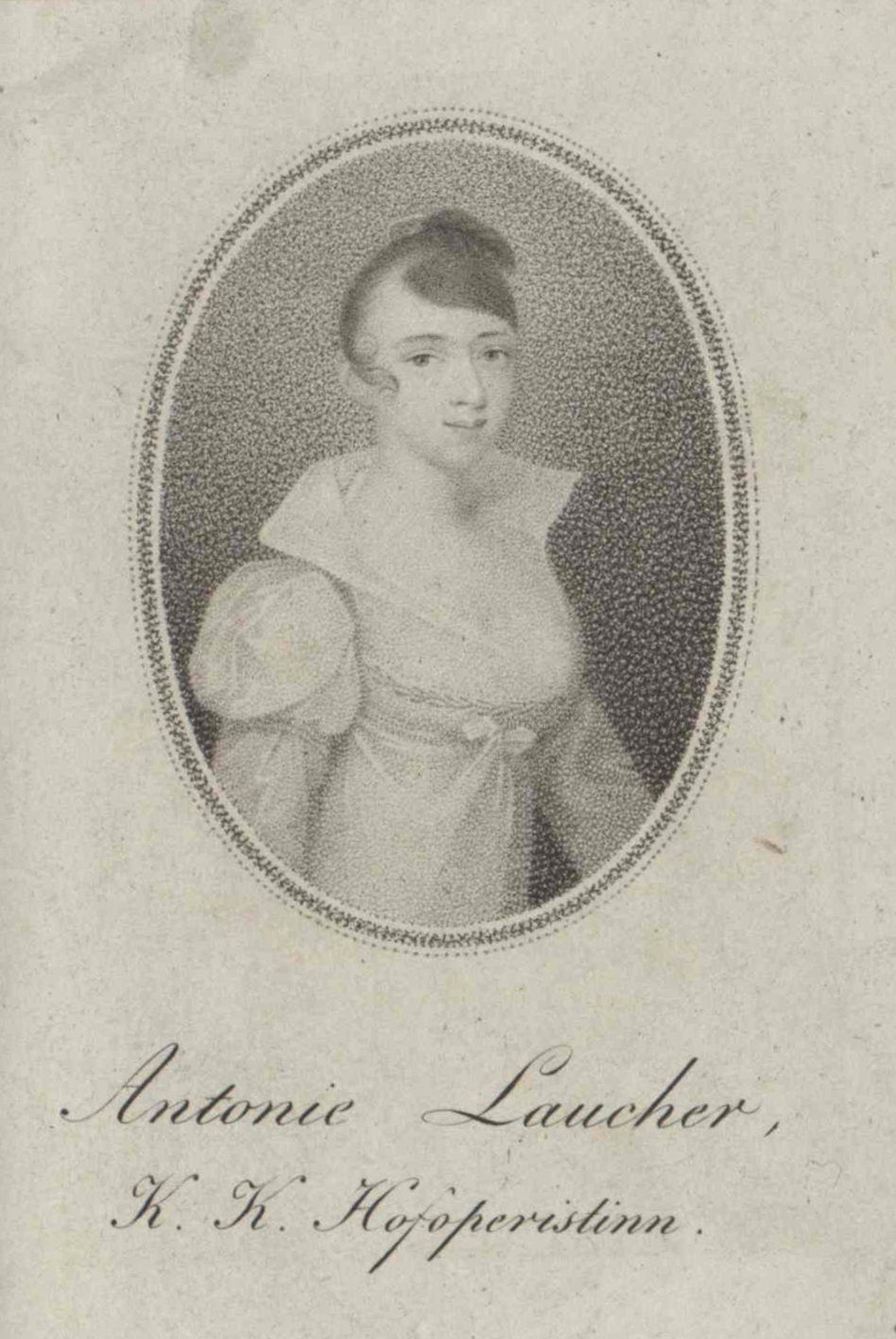
Antonia Laucherová, první představitelka titulní úlohy v Emerice

Olbers se domnívá, že to nemusí být tak fatální hřích a že se Fritz v manželství zklidní, ale je ochoten Emerice pomoci se zkouškou a případným potrestáním nevěrníka. Protože Fritz ani jeho tvář, ani jeho rukopis nezná, píše mu pozvání na rendez-vous jménem „hraběnky Albertiové“. Emerike zprvu pochybuje, že strýc dokáže napsat dopis přesvědčivě „ženským způsobem“, o jehož příznačných rysech se přou (kuplet Den Styl des Weiber nachzuahmen). Ale strýc to zvládne, jde ostatně jen o krátké pozvání s hodinou a adresou. Pak utěšuje neteř, že jí brzy bude nápadník klečet u nohou (kánon–tercet Das Herz ist allzu schwach).
Lisette předává dopis s pokyny, jak ho Fritzovi doručit, přitroublému sluhovi Brunovi. Ten o Lisettu usiluje a doufá, že mu jeho hloupost u ní prospěje – vždyť i hlupák ví, že nejapný a ovladatelný manžel je pro ženy ideál (píseň Sie wollen Männer finden).
Přicházejí Fritz a jeho sluha Heinrich. Fritzovy rodinné závazky a majetková situace činí sňatek s Emerikou – která se mu ostatně vždy líbila – nevyhnutelným, ale na druhé straně by si ještě dříve rád užil svobody. Nyní přemýšlí, kdo je krásnější – zda Emerike, nebo ona tajemná italská hraběnka, na jejíž lístek čeká. Vzpomíná na Emeriku a romanticky se zasní (polonéza Des Menschen Sinn ist wunderbar), až se s ní skutečně setká. Emerike je k němu chladná, ale Fritz tak oplývá dvorností a vyznává jí tak výmluvně lásku, že i když v tom dívka tuší výraz naučené pařížské lehkovážné galantnosti, neubrání se dojetí (duet O süße Augenblicke).
Přichází major Olbers. Emerike mu po straně tvrdí, že zkoušky snad již není třeba, ale Olbers se drží smluveného plánu. Předstírá velký zájem o Emeriku a Fritz se nad jeho důvěrnostmi rozčiluje; Emerike ho stěží krotí (tercet Vergebung, meine Herrn).
Pak dívka nechává oba muže o samotě. Po chvíli málo srdečného rozhovoru se major Fritzovi konečně představí – pod jménem „hrabě Alberti“. Fritz je ohromen: toto je manžel jeho krásky? A chce ji otevřeně podvádět? Lisette mezitím přivádí a postrkuje zmateného Bruna, aby předal Fritzovi dopis od „hraběnky“. V hovoru s Heinrichem jásá Fritz nad obdrženým pozváním. Pak se v přítomnosti všech loučí pro dnešní večer s Emerikou. Ona, strýc i Lisette jsou zklamaní, když vidí, s jakým nadšením Fritz odchází za milostným dobrodružstvím, ale nesmějí na sobě dát nic znát (finále Ich? Nein! – Er stutzt … Sag immer treulich jedes Wort … Um acht Uhr hat sie mich beschienden …Sie sind noch hier? … Es fällt mir schwer, zu hintergehen).

### 2. dějství
(Šlechtický salon) Jako adresu schůzky Emerike se strýcem uvedli dům jisté baronky, o který se starají, zatímco ona pobývá na venkově. Emerike se připravuje hrát roli „hraběnky Albertiniové“ a Lisette jí dodává odvahu. Odbíjí osm hodin, čas schůzky (duet Eins – Zwey – Drey – Vier). Pak Emerike dává Fritzovi smluvené znamení zpěvem italské písně (Dell' età sul primo fiore).

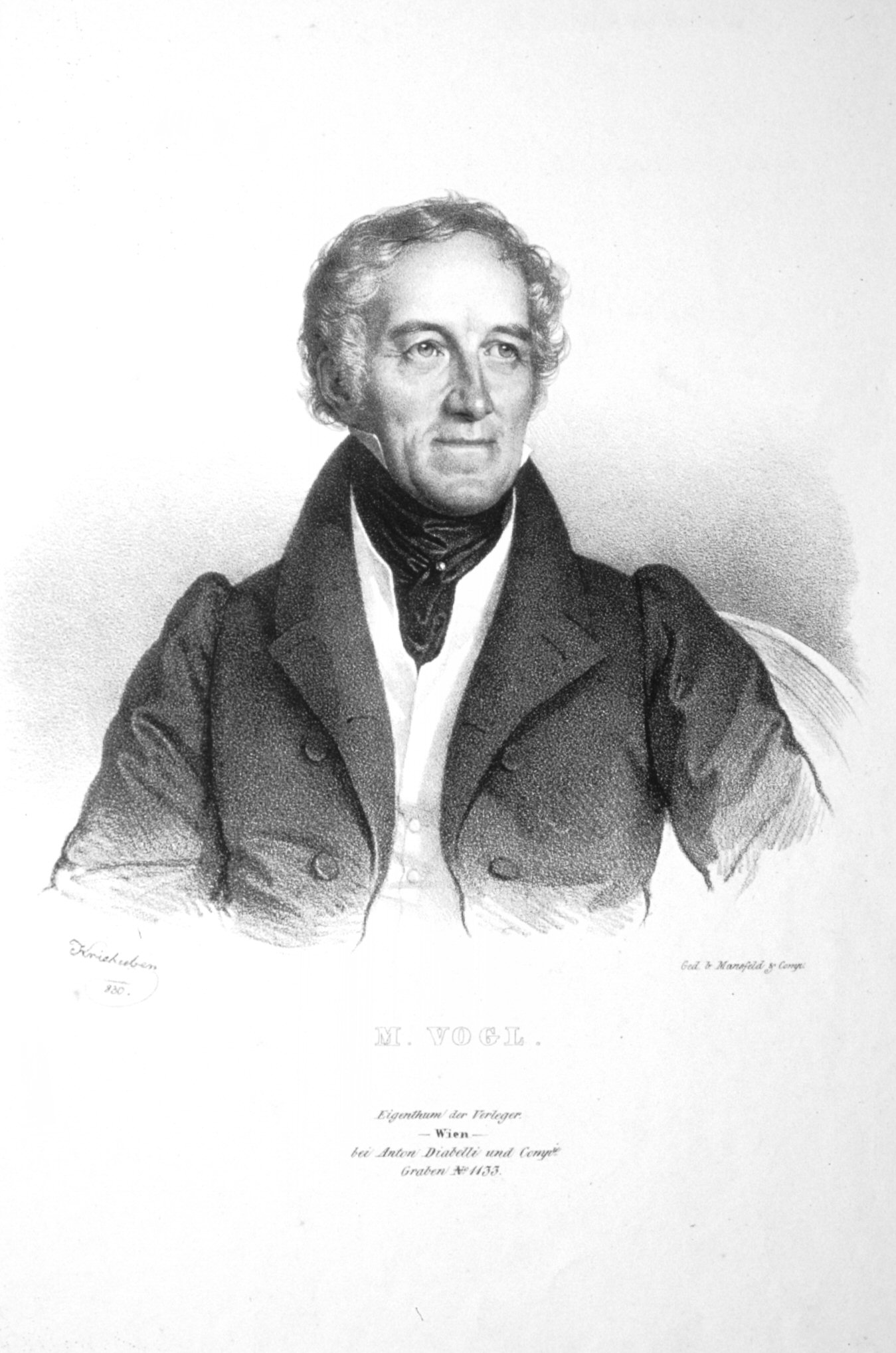
Johann Michael Vogl, první představitel majora Olberse v Emerice

Lisette vzápětí přivádí Fritze; Emeriku před rozpoznáním zachraňuje rozměrný klobouk a hlavně brzký „nečekaný“ příchod „hraběte Albertiho“, před kterým se Fritz a Heinrich skryjí ve skříni. „Hrabě“ svou choť bez cirátů posílá pryč na údajnou partii bridže u známých a na místě zůstává jen sluha Bruno, který zanedlouho v pohodlné lenošce usne (píseň Mädel, geh mir ja nicht zum Apfelbaum). Fritz a Heinrich vylezou, schovají spícího Bruna i s křeslem do skříně (duet Nur raschen Muth!), ale zjistí, že jsou v pokoji zavřeni. Friztovi se tato milostná aférka začíná zajídat; věrnost Emerice se mu náhle zdá lepším řešením, i když Heinrich je k náladě svého pána skeptický (duet O Liebe, du hast mich oft beglückt).
Tu se vrací „hrabě“ a Fritz s Heinrichem se musí opět ukrýt. Major nejprve musí najít Bruna – ještě zmatenějšího než dříve, protože nechápe, jak se ocitl ve skříni – a následně přichází Emerike (již bez přestrojení) s Lisettou. „Hrabě“ jí činí milostné návrhy a Emerike hraje, jako by jim povolovala – zejména když se dozvěděla, že její nápadník má dnes dostaveníčko s jinou (kvartet majora, Emerike, Lisetty a Bruna Nun, Onkel, weiß er alles schon? … Seinen Leichtsinn soll er büßen). Fritz to už nevydrží a vyřítí se z úkrytu (Emerike se mezitím vytratí). Vyčítá „hraběti“, že mu svádí snoubenku, ale „hrabě“ přirozeně poukazuje na to, že jemu Fritz svádí ženu, takže si jsou kvit. V rozčilení si muži sjednávají souboj. Fritz nyní tvrdí, že jestli přežije, najde si ctnou dívku – jako bývala Emerike – a té bude věrný…
Major se domnívá, že mladík byl již dostatečně ponaučen. Na jeho pokyn se vrací Emerike a postupně se vše vysvětlí. Fritz odprosí Emeriku a ta mu odpustí, Lisette nalezne společnou řeč s Heinrichem. jen Bruno dosud nic nepochopil. Z příběhu plyne ponaučení: je dobré na mravních zásadách trvat, ale ne příliš přísně (finále Nur näher, gnäd'ge Frau! … Komm, Rickchen, laß die Grillen fahren … Wollte man zu streng sich quälen).